# Hrvatska nezavisna lista – Subotica
Hrvatska nezavisna lista – Subotica je nestranačka, nevladina i neprofitna udruga slobodno udruženih građana, koji u njoj ostvaruju svoje zajedničke interese s ciljem očuvanja indetiteta Hrvata u Srbiji.
Stranačko sjedište je u Subotici, Ivana Sarića 85.
Inicijativni odbor za formiranje ove udruge sastao se 21. prosinca 2011. godine. Osnivačka skupština održana je 18. travnja 2012. godine. Čelno osoblje glavnog odbora Hrvatske nezavisne liste su predsjednik Zlatko Ifković i dopredsjednik Ivan Stipić.
Hrvatska nezavisna lista svoj cilj ostvaruje djelovanjem u oblastima:
- povijesti,
- kulture,
- obrazovanja,
- informiranja
- očuvanja kulturne baštine Hrvata u Vojvodini i Republici Srbiji.[1]

U obavljanju djelatnosti udruženja u navedenim oblastima, udruga Hrvatska nezavisna lista prikuplja i obrađuje znanstvenu i stručnu literaturu neophodnu za očuvanje nacionalnog identiteta, uključuje znanstvene i stručne radnike u istraživačke projekte, inicira i potiče povezivanje članstva i svih zainteresiranih, radi razvijanja djelatnosti i poboljšanja materijalne osnove života, surađuje sa stručnim udrugama i organizacijama u zemlji i inozemstvu. 2014. godine ostvarena je suradnja s Obiteljskom strankom iz Hrvatske.
Hrvatska nezavisna lista objavljuje mjesečnik Hrvatske novine, čiji je osnivač i izdavač.

## Vanjske poveznice
- Hrvatska nezavisna lista Subotica - službene stranice
- Hrvatska nezavisna lista na Facebooku
- Hrvatske novine na Facebooku
- Narod.hr ki: Ifković: Hrvati su trebali formirati zajedničku listu za izbore u Srbiji, 26. ožujka 2014.